# Маркус Ерікссон (тенісист)
Маркус Ерікссон (швед. Markus Eriksson; нар. 29 листопада 1989) — колишній шведський тенісист.
Найвищу одиночну позицію світового рейтингу — 277 місце досяг 19 серпня 2019, парну — 205 місце — 3 грудня 2018 року.
Здобув 10 одиночних та 1 парний титул.
Завершив кар'єру 2021 року.

## Титули ATP Челленджер і ITF Ф'ючерс

### Одиночний розряд: 10
| Легенда            |
| ------------------ |
| ATP Челленджер (0) |
| ITF Ф'ючерс (10)   |

| Ранг | Дата     | Турнір                      | Рівень                | Покриття | Суперник                | Рахунок            |
| ---- | -------- | --------------------------- | --------------------- | -------- | ----------------------- | ------------------ |
| 1.   | Чер 2013 | Marocco F3, Мохаммедія      | Ф'ючерс               | Ґрунт    | Лямін Уахаб             | 6–2, 6–3           |
| 2.   | Сер 2013 | Данія F3, Копенгаген        | Ф'ючерс               | Ґрунт    | Мартін Педерсен         | 6–4, 7–5           |
| 3.   | Лют 2014 | Іспанія F3, Мурсія          | Ф'ючерс               | Ґрунт    | Роберто Карбальєс Баена | 7–6(7–2), 3–6, 7–5 |
| 4.   | Вер 2015 | Швеція F4, Фалун            | Ф'ючерс               | Тверде   | Адріан Сікора           | 6–4, 3–6, 6–3      |
| 5.   | Бер 2016 | Італія F3, Сондріо          | Ф'ючерс               | Тверде   | Марцин Ґаврон           | 6–3, 6–1           |
| 6.   | Чер 2017 | Польща F2, Гдиня            | Ф'ючерс               | Ґрунт    | Робін Штанек            | 7–5, 6–1           |
| 7.   | Вер 2017 | Угорщина F7, Кечкемет       | Ф'ючерс               | Ґрунт    | Жомбор Пірош            | 4–6, 6–4, 6–3      |
| 8.   | Вер 2018 | Швеція F4, Стокгольм        | Ф'ючерс               | Тверде   | Крістофер Гейман        | 6–4, 6–2           |
| 9.   | Тра 2019 | M15 Карлскруна, Швеція      | Світовий тенісний тур | Ґрунт    | Рональд Слободчиков     | 6–4, 3–6, 6–1      |
| 10.  | Тра 2019 | M15 Кальмар (місто), Швеція | Світовий тенісний тур | Ґрунт    | Драгош Ніколае Медераш  | 6–2, 6–2           |

| Легенда                              |
| ------------------------------------ |
| ATP Челленджер (1)                   |
| ITF Ф'ючерс / World Tennis Tour (35) |

| Ранг | Дата     | Турнір                      | Рівень                | Покриття   | Партнер              | Суперники                                    | Рахунок                     |
| ---- | -------- | --------------------------- | --------------------- | ---------- | -------------------- | -------------------------------------------- | --------------------------- |
| 1.   | Вер 2010 | Швеція F2, Фалун            | Ф'ючерс               | Тверде     | Карл Берґман         | Тобіас Блумґрен Мікке Контінен               | 3–6, 6–3, [10–4]            |
| 2.   | Чер 2011 | Румунія F4, Медіаш          | Ф'ючерс               | Ґрунт      | Єспер Брунстрем      | Міхал Шмід Їржі Школоудік                    | 6–2, 6–2                    |
| 3.   | Вер 2011 | Швеція F4, Уппсала          | Ф'ючерс               | Тверде     | Карл Берґман         | Льюїс Бартон Джеймс Марсалек                 | 6–3, 6–4                    |
| 4.   | Вер 2012 | Швеція F6, Фалун            | Ф'ючерс               | Тверде     | Єспер Брунстрем      | Філіп Берґеві Фред Сімондссон                | 6–4, 7–5                    |
| 5.   | Бер 2013 | Туреччина F10, Анталія      | Ф'ючерс               | Ґрунт      | Єспер Брунстрем      | Андрій Плотний Денис Євсєєв                  | 6–3, 6–1                    |
| 6.   | Січ 2014 | США F3, Вестон              | Ф'ючерс               | Ґрунт      | Мілош Секулич        | Джейсон Янґ Еван Кінґ                        | 6–7(5–7), 7–6(7–4), [17–15] |
| 7.   | Лют 2014 | США F4, Палм-Кост           | Ф'ючерс               | Ґрунт      | Мілош Секулич        | Тейлор Фріц Мартін Редліцкі                  | 6–1, 6–1                    |
| 8.   | Лют 2014 | Іспанія F3, Мурсія          | Ф'ючерс               | Ґрунт      | Мілош Секулич        | Серхіо Гутьєррес Ферроль Давід Веґа Ернандес | 6–0, 7–6(7–5)               |
| 9.   | Бер 2014 | Франція F6, Пуатьє          | Ф'ючерс               | Тверде     | Ісак Арвідссон       | Нільс Десайн Яннік Мертенс                   | w/o                         |
| 10.  | Тра 2014 | Швеція F2, Бостад           | Ф'ючерс               | Ґрунт      | Ісак Арвідссон       | Якоб Адактуссон Робін Олін                   | 6–2, 4–6, [10–6]            |
| 11.  | Тра 2014 | Швеція F3, Бостад           | Ф'ючерс               | Ґрунт      | Ісак Арвідссон       | Тімі Ківіярві Генрік Сілланпяя               | 6–4, 6–2                    |
| 12.  | Бер 2015 | Хорватія F4, Пореч          | Ф'ючерс               | Ґрунт      | Крістіан Лінделл     | Александру-Даньєл Карпен Томіслав Драганя    | 6–1, 6–4                    |
| 13.  | Лис 2015 | Туреччина F46, Анталія      | Ф'ючерс               | Ґрунт      | Іван Гахов           | Даніеле Капеккі Федеріко Маккарі             | 6–4, 7–6(7–3)               |
| 14.  | Січ 2016 | Туніс F2, Хаммамет          | Ф'ючерс               | Ґрунт      | Маттео Воланте       | Томислав Йотовський Милян Зекич              | 6–2, 6–1                    |
| 15.  | Бер 2016 | Італія F3, Сондріо          | Ф'ючерс               | Тверде     | Вілсон Лейте         | Антуан Оан Грегуар Жак                       | 6–4, 7–6(7–5)               |
| 16.  | Тра 2016 | Швеція F3, Baståd           | Ф'ючерс               | Ґрунт      | Мілош Секулич        | Жульєн Каньїна Омар Сальман                  | 6–2, 6–3                    |
| 17.  | Чер 2016 | Італія F15, Сассуоло        | Ф'ючерс               | Ґрунт      | Мілош Секулич        | Філіппо Бальді П'єтро Ліччарді               | 6–4, 6–3                    |
| 18.  | Бер 2017 | Бахрейн F1, Манама          | Ф'ючерс               | Тверде     | Мілош Секулич        | Френсіс Алькантара Бенджамін Лок             | 6–3, 6–1                    |
| 19.  | Кві 2017 | Катар F2, Доха              | Ф'ючерс               | Тверде     | Мілош Секулич        | Даніель Альтмаєр Лукас Мідлер                | 7–5, 3–6. [10–7]            |
| 20.  | Вер 2017 | Швеція F3, Єнчепінг         | Ф'ючерс               | Тверде     | Мілош Секулич        | Кевін Ґрікспор Таллон Ґрікспор               | 6–0, 6–2                    |
| 21.  | Гру 2017 | Катар F5, Доха              | Ф'ючерс               | Тверде     | Туна Алтуна          | Аслан Карацев Фран Звонимир Згомбич          | 6–1, 6–2                    |
| 22.  | Кві 2018 | Нігерія F1, Абуджа          | Ф'ючерс               | Тверде     | Максіміліан Нойхріст | Ремі Бутільє Том Жомбі                       | 6–3, 4–6, [15–13]           |
| 23.  | Тра 2018 | Швеція F1, Карлскруна       | Ф'ючерс               | Ґрунт      | Фред Сімондссон      | Отто Віртанен Луїс Весельс                   | 6–1, 1–6, [10–5]            |
| 1.   | Лип 2018 | Тампере, Фінляндія          | Челленджер            | Ґрунт      | Андре Ґоранссон      | Іван Гахов Олександр Павлюченков             | 6–3, 3–6, [10–7]            |
| 24.  | Вер 2018 | Швеція F4, Стокгольм        | Ф'ючерс               | Тверде     | Фред Сімондссон      | Антуан Бейє Йоганнес Гертайс                 | 2–6, 6–4, [10–8]            |
| 25.  | Лис 2018 | В'єтнам F5, Tây Ninh        | Ф'ючерс               | Тверде     | Френсіс Алькантара   | Лі Хоанг Нам Роман Сафіуллін                 | 5–7, 6–4, [10–7]            |
| 26.  | Бер 2019 | M15 Ровінь, Хорватія        | Світовий тенісний тур | Ґрунт      | Єрун Ваннесте        | Іван Сабанов Матей Сабанов                   | 7–5, 6–2                    |
| 27.  | Кві 2019 | M15 Табарка, Туніс          | Світовий тенісний тур | Ґрунт      | Філіп Берґеві        | Саймон Карр Аморі Дельмас                    | 6–3, 6–1                    |
| 28.  | Тра 2019 | M15 Карлскруна, Швеція      | Світовий тенісний тур | Ґрунт      | Філіп Берґеві        | Джастін Бач Сімон Фройнд                     | 6–1, 6–3                    |
| 29.  | Тра 2019 | M15 Кальмар (місто), Швеція | Світовий тенісний тур | Ґрунт      | Філіп Берґеві        | Джастін Бач Сімон Фройнд                     | 7–5, 6–2                    |
| 30.  | Тра 2019 | M25 Арлон, Бельгія          | Світовий тенісний тур | Ґрунт      | Єрун Ваннесте        | Факундо Мена Мартін ван дер Мерсхен          | 6–2, 6–2                    |
| 31.  | Жов 2020 | M25 Гамбург, Німеччина      | Світовий тенісний тур | Тверде (i) | Віктор Джюрасович    | Рауль Бранкаччо Марк Верворт                 | 6–3, 5–7, [11–9]            |
| 32.  | Чер 2021 | M25 Бург-ан-Бресс, Франція  | Світовий тенісний тур | Ґрунт      | Якуб Пауль           | Леандро Рідль Дам'єн Венґер                  | 7–6(8–6), 6–7(3–7), [10–4]  |
| 33.  | Сер 2021 | M15 Лодзь, Польща           | Світовий тенісний тур | Ґрунт      | Філіп Берґеві        | Карліс Озоліньш Арістотеліс Танос            | 4–6, 6–2, [10–4]            |
| 34.  | Сер 2021 | M25 Познань, Польща         | Світовий тенісний тур | Ґрунт      | Філіп Берґеві        | Леонардо Абоян Валеріо Абоян                 | w/o                         |
| 35.  | Лис 2021 | M15 Іракліон, Греція        | Світовий тенісний тур | Тверде     | Меттью Роміос        | Петер Файта Zsombor Velcz                    | 3–6, 7–6(7–5), [10–0]       |

| Легенда                              |
| ------------------------------------ |
| ATP Челленджер (1)                   |
| ITF Ф'ючерс / World Tennis Tour (35) |

| Ранг | Дата     | Турнір                      | Рівень                | Покриття   | Партнер              | Суперники                                    | Рахунок                     |
| ---- | -------- | --------------------------- | --------------------- | ---------- | -------------------- | -------------------------------------------- | --------------------------- |
| 1.   | Вер 2010 | Швеція F2, Фалун            | Ф'ючерс               | Тверде     | Карл Берґман         | Тобіас Блумґрен Мікке Контінен               | 3–6, 6–3, [10–4]            |
| 2.   | Чер 2011 | Румунія F4, Медіаш          | Ф'ючерс               | Ґрунт      | Єспер Брунстрем      | Міхал Шмід Їржі Школоудік                    | 6–2, 6–2                    |
| 3.   | Вер 2011 | Швеція F4, Уппсала          | Ф'ючерс               | Тверде     | Карл Берґман         | Льюїс Бартон Джеймс Марсалек                 | 6–3, 6–4                    |
| 4.   | Вер 2012 | Швеція F6, Фалун            | Ф'ючерс               | Тверде     | Єспер Брунстрем      | Філіп Берґеві Фред Сімондссон                | 6–4, 7–5                    |
| 5.   | Бер 2013 | Туреччина F10, Анталія      | Ф'ючерс               | Ґрунт      | Єспер Брунстрем      | Андрій Плотний Денис Євсєєв                  | 6–3, 6–1                    |
| 6.   | Січ 2014 | США F3, Вестон              | Ф'ючерс               | Ґрунт      | Мілош Секулич        | Джейсон Янґ Еван Кінґ                        | 6–7(5–7), 7–6(7–4), [17–15] |
| 7.   | Лют 2014 | США F4, Палм-Кост           | Ф'ючерс               | Ґрунт      | Мілош Секулич        | Тейлор Фріц Мартін Редліцкі                  | 6–1, 6–1                    |
| 8.   | Лют 2014 | Іспанія F3, Мурсія          | Ф'ючерс               | Ґрунт      | Мілош Секулич        | Серхіо Гутьєррес Ферроль Давід Веґа Ернандес | 6–0, 7–6(7–5)               |
| 9.   | Бер 2014 | Франція F6, Пуатьє          | Ф'ючерс               | Тверде     | Ісак Арвідссон       | Нільс Десайн Яннік Мертенс                   | w/o                         |
| 10.  | Тра 2014 | Швеція F2, Бостад           | Ф'ючерс               | Ґрунт      | Ісак Арвідссон       | Якоб Адактуссон Робін Олін                   | 6–2, 4–6, [10–6]            |
| 11.  | Тра 2014 | Швеція F3, Бостад           | Ф'ючерс               | Ґрунт      | Ісак Арвідссон       | Тімі Ківіярві Генрік Сілланпяя               | 6–4, 6–2                    |
| 12.  | Бер 2015 | Хорватія F4, Пореч          | Ф'ючерс               | Ґрунт      | Крістіан Лінделл     | Александру-Даньєл Карпен Томіслав Драганя    | 6–1, 6–4                    |
| 13.  | Лис 2015 | Туреччина F46, Анталія      | Ф'ючерс               | Ґрунт      | Іван Гахов           | Даніеле Капеккі Федеріко Маккарі             | 6–4, 7–6(7–3)               |
| 14.  | Січ 2016 | Туніс F2, Хаммамет          | Ф'ючерс               | Ґрунт      | Маттео Воланте       | Томислав Йотовський Милян Зекич              | 6–2, 6–1                    |
| 15.  | Бер 2016 | Італія F3, Сондріо          | Ф'ючерс               | Тверде     | Вілсон Лейте         | Антуан Оан Грегуар Жак                       | 6–4, 7–6(7–5)               |
| 16.  | Тра 2016 | Швеція F3, Baståd           | Ф'ючерс               | Ґрунт      | Мілош Секулич        | Жульєн Каньїна Омар Сальман                  | 6–2, 6–3                    |
| 17.  | Чер 2016 | Італія F15, Сассуоло        | Ф'ючерс               | Ґрунт      | Мілош Секулич        | Філіппо Бальді П'єтро Ліччарді               | 6–4, 6–3                    |
| 18.  | Бер 2017 | Бахрейн F1, Манама          | Ф'ючерс               | Тверде     | Мілош Секулич        | Френсіс Алькантара Бенджамін Лок             | 6–3, 6–1                    |
| 19.  | Кві 2017 | Катар F2, Доха              | Ф'ючерс               | Тверде     | Мілош Секулич        | Даніель Альтмаєр Лукас Мідлер                | 7–5, 3–6. [10–7]            |
| 20.  | Вер 2017 | Швеція F3, Єнчепінг         | Ф'ючерс               | Тверде     | Мілош Секулич        | Кевін Ґрікспор Таллон Ґрікспор               | 6–0, 6–2                    |
| 21.  | Гру 2017 | Катар F5, Доха              | Ф'ючерс               | Тверде     | Туна Алтуна          | Аслан Карацев Фран Звонимир Згомбич          | 6–1, 6–2                    |
| 22.  | Кві 2018 | Нігерія F1, Абуджа          | Ф'ючерс               | Тверде     | Максіміліан Нойхріст | Ремі Бутільє Том Жомбі                       | 6–3, 4–6, [15–13]           |
| 23.  | Тра 2018 | Швеція F1, Карлскруна       | Ф'ючерс               | Ґрунт      | Фред Сімондссон      | Отто Віртанен Луїс Весельс                   | 6–1, 1–6, [10–5]            |
| 1.   | Лип 2018 | Тампере, Фінляндія          | Челленджер            | Ґрунт      | Андре Ґоранссон      | Іван Гахов Олександр Павлюченков             | 6–3, 3–6, [10–7]            |
| 24.  | Вер 2018 | Швеція F4, Стокгольм        | Ф'ючерс               | Тверде     | Фред Сімондссон      | Антуан Бейє Йоганнес Гертайс                 | 2–6, 6–4, [10–8]            |
| 25.  | Лис 2018 | В'єтнам F5, Tây Ninh        | Ф'ючерс               | Тверде     | Френсіс Алькантара   | Лі Хоанг Нам Роман Сафіуллін                 | 5–7, 6–4, [10–7]            |
| 26.  | Бер 2019 | M15 Ровінь, Хорватія        | Світовий тенісний тур | Ґрунт      | Єрун Ваннесте        | Іван Сабанов Матей Сабанов                   | 7–5, 6–2                    |
| 27.  | Кві 2019 | M15 Табарка, Туніс          | Світовий тенісний тур | Ґрунт      | Філіп Берґеві        | Саймон Карр Аморі Дельмас                    | 6–3, 6–1                    |
| 28.  | Тра 2019 | M15 Карлскруна, Швеція      | Світовий тенісний тур | Ґрунт      | Філіп Берґеві        | Джастін Бач Сімон Фройнд                     | 6–1, 6–3                    |
| 29.  | Тра 2019 | M15 Кальмар (місто), Швеція | Світовий тенісний тур | Ґрунт      | Філіп Берґеві        | Джастін Бач Сімон Фройнд                     | 7–5, 6–2                    |
| 30.  | Тра 2019 | M25 Арлон, Бельгія          | Світовий тенісний тур | Ґрунт      | Єрун Ваннесте        | Факундо Мена Мартін ван дер Мерсхен          | 6–2, 6–2                    |
| 31.  | Жов 2020 | M25 Гамбург, Німеччина      | Світовий тенісний тур | Тверде (i) | Віктор Джюрасович    | Рауль Бранкаччо Марк Верворт                 | 6–3, 5–7, [11–9]            |
| 32.  | Чер 2021 | M25 Бург-ан-Бресс, Франція  | Світовий тенісний тур | Ґрунт      | Якуб Пауль           | Леандро Рідль Дам'єн Венґер                  | 7–6(8–6), 6–7(3–7), [10–4]  |
| 33.  | Сер 2021 | M15 Лодзь, Польща           | Світовий тенісний тур | Ґрунт      | Філіп Берґеві        | Карліс Озоліньш Арістотеліс Танос            | 4–6, 6–2, [10–4]            |
| 34.  | Сер 2021 | M25 Познань, Польща         | Світовий тенісний тур | Ґрунт      | Філіп Берґеві        | Леонардо Абоян Валеріо Абоян                 | w/o                         |
| 35.  | Лис 2021 | M15 Іракліон, Греція        | Світовий тенісний тур | Тверде     | Меттью Роміос        | Петер Файта Zsombor Velcz                    | 3–6, 7–6(7–5), [10–0]       |